# Гремящий (есмінець, 1937)
«Гремящий» (рос. «Гремящий») — військовий корабель, ескадрений міноносець типу 7 військово-морського флоту СРСР за часів радянсько-фінської та Другої світової війн.
Есмінець «Гремящий» 23 липня 1936 року закладений на верфі заводу ім. Жданова в Ленінграді, 12 серпня 1937 року спущений на воду, а 28 серпня 1939 року введений до складу радянського Балтійського флоту. 1 березня 1958 року списаний зі складу радянського флоту та зданий на брухт.

## Історія служби
22 червня 1941 року, на початок операції «Барбаросса», німецького вторгнення в Радянський Союз, корабель базувався в Полярному. 14 липня разом з однотипними есмінцями «Стремітельним» і «Громким» «Гремящий» прикривав висадку військ на західній стороні гирла р. Західна Ліца під час операції «Платинфукс» — спроби німців захопити Мурманськ.

### 1942
21 березня 1942 року «Гремящий» включений до складу конвою QP 9, який повертався з Росії. Разом з британським есмінцем «Оффа» і тральщиками «Госсамер», «Харрієр», «Гусар», «Найджер», «Спідвел», «Брітомарт» і «Шарпшутер» супроводжував 19 вантажних суден до Ісландії. Скористувавшись тим, що німці відволікли свою увагу на інший конвой — PQ 13, союзникам вдалось успішно виконати завдання та повернутись до портів приписки. Німецький підводний човен U-655 здійснив невдалу спробу атакувати транспорти, але був помічений та атакований тральщиком «Шарпшутер» і врешті-решт протаранений і потоплений.

### 1944
У березні есмінець «Гремящий» залучався до супроводження чергового арктичного конвою JW 58 з 47 транспортних та вантажних суден.